# Calocoris roseomaculatus
Torrängskinnbagge, Calocoris roseomaculatus, är en insektsart som först beskrevs av De Geer 1773.  Calocoris roseomaculatus ingår i släktet Calocoris, och familjen ängsskinnbaggar. Enligt den finländska rödlistan är arten sårbar i Finland. Arten är reproducerande i Sverige och kan finnas i stora antal under juni till augusti i torra gräsmarker där de framförallt lever på olika ärtväxter. Den är vanligen mellan 6 och 8mm lång med huvudsakligen grön och brun färgteckning, dock förekommer det en stor variation med mer eller mindre rosa exemplar.